# 鏑木忠正
鏑木 忠正（かぶらぎ ただまさ、1888年（明治21年）8月5日 - 1962年（昭和37年）9月6日）は、日本の内務・商工官僚、政治家、教育者、獣医師。立憲民政党所属の衆議院議員、貴族院多額納税者議員、初代品川区長。上條秀介らと共に昭和大学創設者の一人で、昭和大学理事長、文教大学及び文教大学学園理事長を務めた。

## 生涯
1888年（明治21年）8月5日に島根県で生まれる。1913年（大正2年）、東京帝国大学農科大学獣医学科卒業。1920年（大正9年）、同大学法学部政治学科卒業、高等試験合格。岐阜県警視、群馬県理事官・警察部保安課長兼工場課長、埼玉県事務官・内務部農政課長兼商工課長、東京鉱山監督局書記官・鉱政課長を歴任した。退官後は昭和医学専門学校（現・昭和大学）を上條秀介らと創設し、理事長に就任した。また、本人所有の1300坪の土地だった場所に文教大学学園の500坪の校舎を建設し、文教大学学園や文教大学の理事長も務める。
1930年（昭和5年）、第17回衆議院議員総選挙に出馬し、当選。1936年（昭和11年）の選挙で再選された。
第二次世界大戦後の1946年（昭和21年）に貴族院多額納税者議員に選出された。1947年（昭和22年）には公選初代の品川区長に選ばれ、1955年（昭和30年）まで務めた。その他、荏原自動車株式会社社長、帝国図書株式会社会長、三伸商事株式会社会長などを務めた。

## 家柄・親族
鏑木家は平家の支流で、関東の名門である千葉氏から別れ、足利時代に現在の東京都品川区の地に移住して開拓に尽力した。天領名主鏑木家とも言われ、忠正が創設した昭和大学前の坂道は、かつて立会川から坂上にかけて天領名主鏑木家の屋敷が建っていたことに因んで「鏑木坂」と名付けられた。
また、東京府荏原郡大崎村字居木橋（現：東京都品川区大崎）出身の有名な実業家で信金中央金庫や全国信用金庫協会や城南信用金庫など創業し理事長・会長なども務めた「信用金庫の神様」と言われた小原鐵五郎も鏑木一族の血を引いている（祖母が鏑木家出身）。

## 著書
- 『大東亜戦下の国民に愬ふ』（1942年、アジア青年社）